# Поглец (Бакау)
Поглец (рум. Pogleț) насеље је у Румунији у округу Бакау у општини Корбаска. Oпштина се налази на надморској висини од 224 m.

## Становништво
Према подацима из 2002. године у насељу је живело 68 становника, од којих су сви румунске националности.